# Companhia Melhoramentos Norte do Paraná
Die Companhia Melhoramentos Norte do Paraná (CMNP) ist ein brasilianisches Immobilienunternehmen, das im 20. Jahrhundert große Urwaldflächen im Norden des Staates Paraná kolonisierte, auf denen heute 2 Millionen Menschen leben. Aktuell betätigt es sich zusätzlich in der Verarbeitung von Zuckerrohr zu Ethanol.

## Geschäftstätigkeit
Das Unternehmen ist in der Produktion von Ethanol, der Verarbeitung von Zuckerrohr von eigenen und fremden Flächen sowie im Verkauf von städtischen Immobilien tätig. Die Gesamtverarbeitungskapazität beläuft sich seit der Ernte 2018 auf 4,5 Mio. Tonnen Zuckerrohr, davon 2,8 Mio. t in der Anlage in Jussara und 1,7 Mio. t in der Anlage in Nova Londrina.
Im Jahr 1981 wurde im Rahmen des Nationalen Alkoholprogramms (Programa Nacional do Álcool, Proálcool) die Destilarias Melhoramentos S.A. in Jussara gegründet. Sie nahm 1983 ihre Tätigkeit auf. In der Erntesaison 2017 wurden 2,2 Mio. t Zuckerrohr geerntet und 172.000 m³ Ethanol produziert.
Ende 2012 erwarb die CMNP im Munizip Nova Londrina einen neuen Zucker-Alkohol-Komplex. Hier wurden 2017 knapp 1,0 Mio. t Zuckerrohr geerntet und 77.000 m³ Ethanol produziert.
Die Geschäftsleitung wird von fünf Direktoren wahrgenommen. Vorsitzender ist Gastão de Souza Mesquita, Diretor Presidente da Companhia.

## Vorgeschichte der Unternehmensgründung

### Montagu-Mission
Infolge des Ersten Weltkriegs war die Nachfrage nach Kaffee, dem Hauptexportprodukt Brasiliens, am Weltmarkt eingebrochen. Das Land geriet in eine Krise mit ständigen Aufständen, militärischen Unruhen und wirtschaftlichen Problemen, die zu einer galoppierenden Geldentwertung führten. In dieser aufgeheizten Lage übernahm Artur Bernardes am 15. November 1922 die Präsidentschaft Brasiliens. Um die Wirtschaft zu stabilisieren, ersuchte er Mitte 1923 N M Rothschild & Sons (London) um einen langfristigen Kredit in Höhe von 25 Mio. £. Die Bank machte den Kredit von einer Vor-Ort-Untersuchung der wirtschaftlichen und finanziellen Situation Brasiliens abhängig. Um der feindseligen Haltung der brasilianischen Öffentlichkeit gegenüber einer solchen Maßnahme entgegenzuwirken, wurden die Missionsmitglieder als „reine Besucher“ bezeichnet, die auf „Einladung“ der Regierung ins Land kamen.
Die Delegation bestand aus fünf Mitgliedern. Geleitet wurde sie von Edwin Samuel Montagu. Weitere Mitglieder waren ein Direktor der Bank of England und Präsident der HSBC, ein Wirtschaftsprüfer, ein Finanzjournalist und ehemaliger The-Economist-Redakteur sowie Simon Joseph Fraser, 14. Lord Lovat, als Experte für tropische Landwirtschaft, Wiederaufforstung und Kolonisationsprobleme. Sir Henry Lynch, der Rothschild-Repräsentant in Rio de Janeiro, wirkte als Dolmetscher und als Verbindungsmann zur brasilianischen Regierung.
Die Delegation kam am 30. Dezember 1923 in Rio de Janeiro an. Die formalen Verhandlungen mit Finanzminister Sampaio Vidal begannen am 17. Januar 1924. Es wurde ein Bericht erstellt, der am 2. März 1924 mit Präsident Bernardes besprochen wurde. Der Bericht empfahl die Gewährung des Kredits, nachdem Bernardes dem Verkauf der Staatsanteile am Banco do Brasil, der Privatisierung der Eisenbahn- und Schifffahrtsunternehmen sowie einem Verzicht auf Subventionen für brasilianische Unternehmen und der Beendigung nationaler Kaffeepreisstützungsmaßnahmen zugestimmt hatte.
Die Delegation reiste zwei Tage später wieder nach London zurück. Der Bericht wurde am 29. Juni 1924 öffentlich gemacht und löste die erwartete Empörung aus. Zum Beispiel erklärten die Revolutionäre von Sāo Paulo im Juli 1924, dass die Bundesregierung eine schändliche Einmischung von Ausländern in die inneren Angelegenheiten des Landes hingenommen und einen Bericht mit Beleidigungen über die brasilianische Rechtschaffenheit als offizielles Dokument veröffentlicht habe.  Ironischerweise kam es nicht bis zur Auszahlung des Kredits. Um das Pfund Sterling zu stützen, untersagte die britische Regierung Mitte 1924 die Zeichnung ausländischer Staatsanleihen.

### Erkundungsreise von Lord Lovat nach Paraná
Im Jahr 1908 hatte die Sorocabana-Eisenbahn Ourinhos am Grenzfluss Rio Paranapanema erreicht. Die Kaffeepflanzungen dehnten sich im Nordosten Paranás langsam aus, gefolgt vom Weiterbau der Eisenbahnlinie. Die Gleise der Companhia Ferroviária Noroeste do Paraná erreichten im Januar 1924 den Bahnhof Leovigildo noch 5 km östlich von Cambará.
Lovat fuhr nach geschäftlichen und politischen Treffen in Rio de Janeiro und São Paulo im Januar 1924 in den Norden von Paraná, um Geschäftsmöglichkeiten zu erkunden. Begleitet wurde er von einem jungen Ingenieur, Gastão de Mesquita Filho. Dieser machte Lovat auf das wenig erschlossene Land in der Region aufmerksam und wies darauf hin, dass es interessant wäre, Land zu kaufen und die Eisenbahn zu verlängern. Er selbst würde den Absatz von Holz und anderen Produkten über den Hafen von Santos nach England garantieren, da er für das Eisenbahnprojekt verantwortlich war. Damit würde die Eisenbahn das Land rund um die gekauften Ländereien aufwerten und die landwirtschaftliche Produktion ankurbeln. Er vermittelte den Kontakt zu Antônio Barbosa Ferraz Júnior. Barbosa Ferraz war einer der Eigentümer der Eisenbahngesellschaft Companhia Ferroviária São Paulo-Paraná, die seit 1920 die Konzession des Staates Paraná für die Strecke zwischen Ourinhos und Guaíra innehatte.

## Gründung des Unternehmens

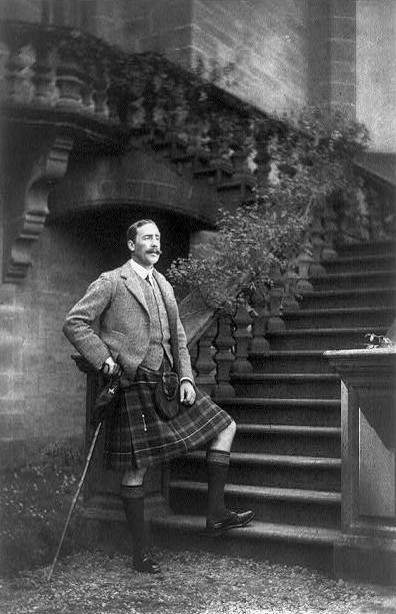
Lord Lovat (1871–1933, Aufnahme: 1908)

Zurück in London initiierte Lovat die Gründung des Brazil Plantations Syndicate Ltd. am 24. September 1924. Dieses hatte das Ziel, ausgedehnte Baumwollplantagen auf der Grundlage der im Sudan gewonnenen Erfahrungen Lord Lovats anzulegen. Das Vorhaben scheiterte wegen Verfalls der Baumwollpreise und wegen schlechten Saatguts.
Daraufhin gründete dieselbe Investorengruppe zwei neue Unternehmen. Die Paraná Plantations Ltd. mit Sitz in London sollte die Finanzierung des Vorhabens übernehmen. Die Companhia de Terras Norte do Paraná (CTNP) hatte die Aufgabe, Land zu erwerben, es zu erschließen und Siedler anzuwerben.
Die Leitung der CTNP übernahm Arthur Thomas, ein schottischer Kolonisationsexperte, der zuvor im Sudan gearbeitet hatte und über weltweite Erfahrung in tropischer und subtropischer Landwirtschaft verfügte. Die CTNP nahm die Vorarbeiten mit großer Sorgfalt vor. Die ersten Landverkäufe an Siedler erfolgten erst 1930.
Bis 1928 hatte die CTNP rund 12.500 km² Waldland südlich des Rio Paranapanema und westlich des Rio Tibaji bis über den Rio Ivaí hinaus erworben, das größtenteils eine malariaf>reie Höhenlage zwischen 500 m und 850 m aufwies. Die Klärung der Eigentumsfragen und der Erwerb der Besitztitel stellte in diesem Gebiet heftiger Landspekulationen und andauernder Besitzstreitigkeiten eine schwierige Herausforderung dar. Mit Unterstützung des Gouverneurs Caetano Munhoz da Rocha wurden sämtliche Besitzrechtsanspüche von Grileiros (gefälschte Besitzurkunden wurden mit Hilfe von Grillen künstlich gealtert), Intrusos (spekulative Landnahme auf staatlichem Grund) und Posseiros (Landnahme zur dauerhaften Bewirtschaftung) sowie vom Staat Paraná aufgekauft. Die Gestehungskosten erreichten schließlich das Dreifache des ursprünglichen Kaufpreises von 10 Mio. US-$ (2 US-$ pro alqueire paulista (2,42 ha)).
Zu den Gesellschaftern gehörte auch Prinz Edward, Prince of Wales. Als er 1931 in Brasilien war, um die Gesellschaft zu besuchen, reiste er am 31. März in Begleitung von Bundesinterventor (Gouverneur)  Mario Tourinho per Zug bis zur Station Leoflora bei Jataizinho.
Lovat starb 1933. Während des Zweiten Weltkriegs musste die britische Parana Plantations Ltd. ihr in Brasilien investiertes Kapital zurückholen. Sie veräußerte die CTNP an eine brasilianische Unternehmensgruppe, die aus seitherigen Geschäftsführungsmitgliedern bestand. Bei der Finanzierung wurde Gastão de Souza Mesquita Filho von seinem Freund Gastão Vidigal, Gründer des Banco Mercantil de São Paulo und einer der damals größten Financiers in Brasilien, unterstützt. Die Verhandlungen zogen sich über fünf Jahre hin. Unter anderem bestand die brasilianische Bundesregierung unter Präsident Getúlio Vargas auf der Verstaatlichung der Eisenbahnlinie. Erst 1951 konnte die Gesellschaft unter ihrem neuen Namen eingetragen werden: Companhia Melhoramentos Norte do Paraná (CMNP).

## Eisenbahn
Voraussetzung für den Erfolg des Besiedlungsprojekts war ein Transportsystem. Dieses sollte die Siedler bringen und die Produkte zu den Absatzzentren im Staat São Paulo transportieren.

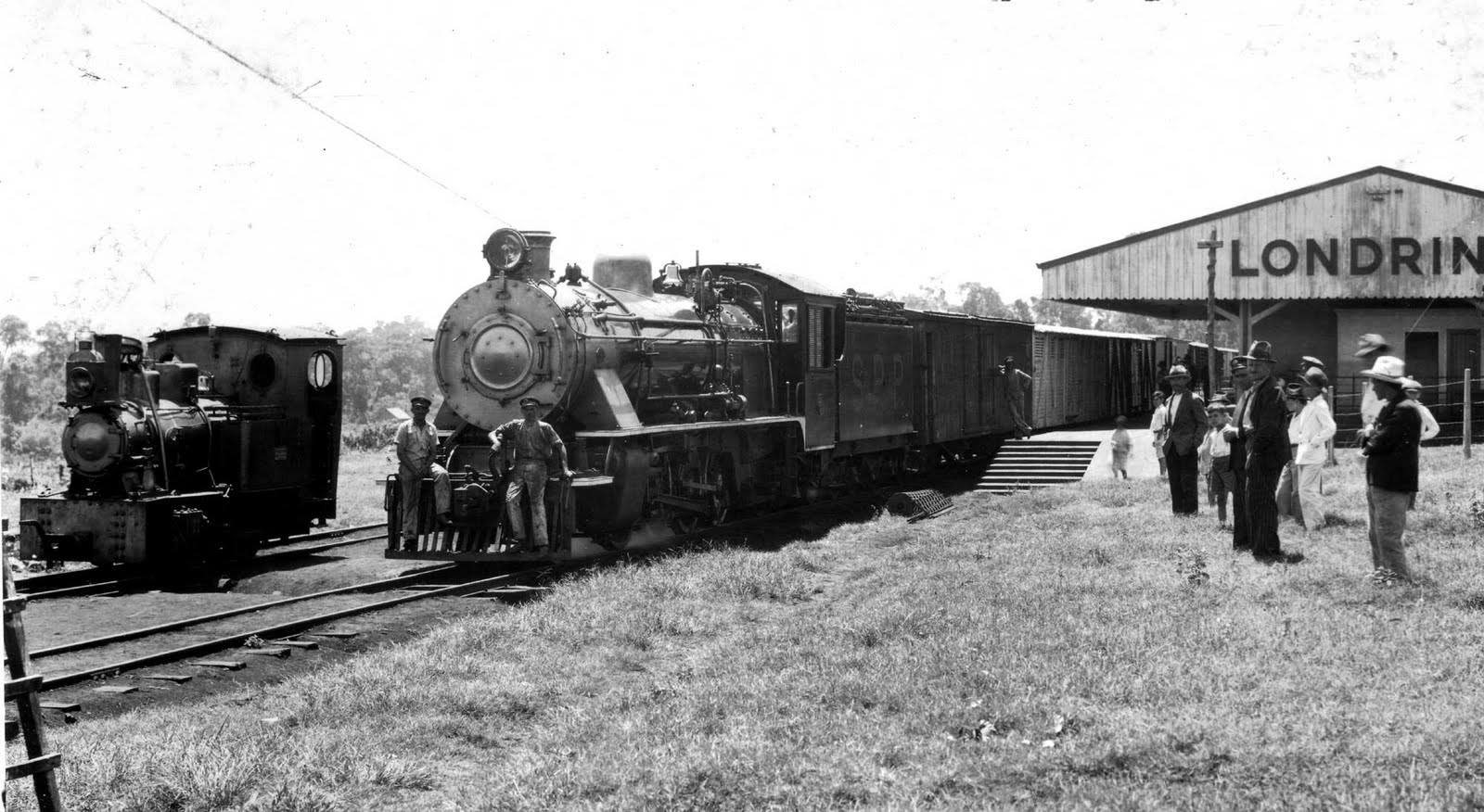
Lokomotive der Cia. Ferroviária São Paulo-Paraná (Bagnall 2-8-2 SPP, Standort: Historisches Museum von Londrina)

Zur Gründung der Companhia Ferroviária São Paulo-Paraná (zunächst unter dem Namen Companhia Ferroviária Noroeste do Paraná) bildeten einige Unternehmer eine Gesellschaft. Zu ihnen gehörten Willie Davids (Bürgermeister von Jacarezinho und Abgeordneter des Staates zwischen 1914 und 1920 und Bürgermeister von Londrina 1935 bis 1940), Major Barbosa Ferraz (Fazendeiro), Leovigildo Barbosa Ferraz (Fazendeiro), Gabriel Ribeiro dos Santos (Politiker und Mitglied landwirtschaftlicher Verbände) und Cornélio Procópio (Fazendeiro).
Willie Davids erwirkte von der Regierung von Paraná 1920 die Genehmigung zum Bau einer Eisenbahnlinie von Jacarezinho am linken Ufer des Rio Paranapanema zum Rio Tibaji. Vom Staat São Paulo erhielt die Gesellschaft 1922 die Konzession für die Linie vom Bahnhof Ourinhos bis zum rechten Ufer des Rio Paranapanema. Der Bau der ersten Strecke zwischen Ourinhos und der Fazenda Água do Bugre (im Besitz von Barbosa Ferraz), wo der Bahnhof Leoflora errichtet werden sollte, wurde 1923 begonnen. In Ourinhos wurde der Anschluss an die -Stammstrecke Estrada de Ferro Sorocabana hergestellt. Der Bahnhof Leoflora (im Munizip Jacarezinho) wurde fertiggestellt. Im Januar 1924 reichten die Gleise nur bis dorthin. Der reguläre Betrieb wurde erst Mitte des Jahres aufgenommen. Im selben Jahr wurde der Name in Companhia Ferroviária São Paulo-Paraná geändert. Am 12. Juni 1924 fuhr der erste fahrplanmäßige Zug vom Bahnhof Ourinhos ab und überquerte den Rio Paranapanema auf der hölzernen Eisenbahnbrücke, die einige Jahre zuvor gebaut worden war. Im folgenden Jahr wurde die Strecke bis zur Stadt Cambará eingeweiht.

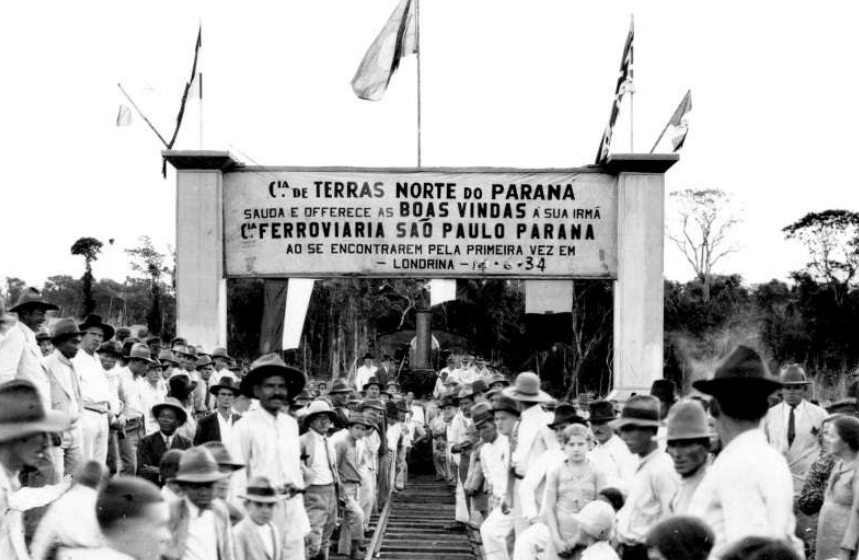
Einweihung des Bahnhofs Londrina 1934

Aufgrund finanzieller Schwierigkeiten konnten die Fazendeiros den Bau der Eisenbahnstrecke nicht vorantreiben. Es gelang ihnen jedoch noch, die neue und endgültige Eisenbahnbrücke über den Rio Paranapanema am 6. November 1927 einzuweihen, die vollständig aus einer Eisengitterkonstruktion bestand. So erwarb die Paraná Plantations im Jahr 1928 die Companhia Ferroviária São Paulo-Paraná. Ab 1929 modernisierte und erweiterte sie das Schienennetz. 1930 erreichte die Eisenbahn Cornélio Procópio, 1932 Jataizinho, 1935 Londrina und 1942 Apucarana.
Sie wurde 1944 verstaatlicht und sofort in die Rede de Viação Paraná-Santa Catarina (RVPSC) eingegliedert. Dadurch kam der Weiterbau mangels finanzieller Mittel zum Erliegen. Er wurde erst 1954 fortgesetzt. In diesem Jahr erreichte die Bahn Cambira, Jandaia do Sul, Mandaguari, Marialva, Sarandi und Maringá. Der Ausbau fand 1972 ein Ende, als die Bahnstationen Paiçandu, Doutor Camargo, Jussara und Cianorte in Betrieb waren.

## Erschließung und Besiedlung

### Strukturierung des Landes
Dem Verkauf von Land ging die Anlage von Wegen auf den Wasserscheiden voraus. Es wurden ganzjährig befahrbare vier bis fünf Meter breite Straßen mit Seitenwegen und Vermessungsschneisen gebaut, so dass jedes verkaufte Grundstück Anschluss an das Wegenetz hatte. Zweite Bedingung der CTNP war, dass jedes Grundstück Zugang zu einem Wasserlauf in der Talsohle hatte. So entstand eine waldhufenartige Breitstreifenflur. Die Gebäude wurden unterhalb der für den Kaffeeanbau geeigneten frostfreien oberen Drittel der Grundstücke geplant. Die Hofstellen wurden paarweise angeordnet, so dass sich Nachbarn jeweils einen Anschlussweg zur Straße teilen konnten.
Die Grundstücksgrößen wurden klar gegliedert. Bis etwa 1 km Entfernung von der Siedlung wurden Chácaras mit bis zu 1 ha Fläche angelegt. Darauf folgten Sítios mit 25 bis 50 ha. In siedlungsferneren Lagen über 15 km entstanden Fazendas mit über 200 ha, die vorwiegend der Rinderzucht dienen sollten und auf denen Waldreserven vorgehalten wurden. In dieser Reihenfolge wurden auch die ersten Landverkäufe getätigt, um die anfängliche Isolation der Siedler zu mildern.
Auf der Ost-West-Hauptentwicklungsachse entlang der Hauptwasserscheide zwischen Rio Paranapanema und Rio Ivaí wurden große städtische Zentren in etwa 100 km Abstand angelegt: Londrina, Maringá, Cianorte und später Umuarama. Dazwischen entstanden auf den Höhenrücken kleinstädtische Zentren an den ganzjährig befahrbaren Straßen in jeweils 12 bis 17 km Abstand. Zwischen den Städten und abseits der Hauptverkehrswege wurden Patrimônios angelegt, die der einfachsten Grundversorgung der ländlichen Bevölkerung dienten.

### Siedlergruppen
Die CTNP und anschließend die CMNP strebten die Schaffung einer Mischsiedlerzone mit brasilianischen, europäischen und japanischen Siedlergruppen an. Dabei sollten die einzelnen Nationalitätengruppen aus psychologischen Gründen jeweils geschlossen angesiedelt werden.
Das Unternehmen beförderte die Käufer kostenfrei zu ihren Besitzen. Es stellte Transportmittel und vermittelte Rodungstrupps, die die für viele der Siedler ungewohnten Waldrodungsarbeiten übernahmen. Diese Männer kamen oft aus Bahia. Das geschlagene Nutzholz wurde mit der Rodungsleistung verrechnet. Es wurden Schulen gebaut und unterhalten, und es wurde eine medizinische Versorgung sichergestellt.
Im Zeitraum 1933 bis 1941 verkaufte die CTNP Land an 7400 Käufer. Die Hälfte waren Brasilianer aus verschiedenen Regionen wie São Paulo, Minas Gerais, Rio Grande do Sul oder Süd-Paraná. Zweitstärkste Gruppe waren mit gut 10 % Italiener, gefolgt von Japanern (9 %), Deutschen (7 %), Spaniern (6 %) und Portugiesen (4 %).

### Anlage der Städte
Die Städte wurden planmäßig angelegt. Der Stadtplatz (Praça municipal) wurde aus verkehrstechnischen und tropenmedizinischen Gründen ausnahmslos auf den Höhenrücken festgelegt. Darum herum wurden die Straßen im Schachbrettmuster geplant. Die Hauptstraße verlief in der Regel senkrecht zur Eisenbahnlinie in Richtung zum Bahnhof. Abhängig von der Geländeform musste von diesem Grundmuster in einem Teil der Orte abgewichen werden. Bei den jüngeren Gründungen wurden die Grundstücksblöcke nicht mehr quadratisch, sondern rechteckig angelegt. Dadurch wurde die Benachteiligung mittlerer Grundstücke durch die Platzierung von Sickergruben angrenzender Grundstücke nach hinten vermieden.
Abseit der Hauptachsen entstanden mit Billigung der CTNP/CMNP auch private Patrimônios: unternehmungsfreudige Landkäufer erwarben große Flächen und verkauften die städtischen Grundstücke mit 500 m² bis 800 m². Die Kosten für Erwerb und Erschließung des Landes finanzierten sie mit den Erlösen aus den verkauften Grundstücken. Ihr verbleibendes eigenes Land abseits der Siedlungen erfuhr dadurch Wertsteigerungen. Diese und auch die von der CTNP/CMNP gegründeten Patrimônios entwickelten sich rasch. Viele von ihnen wurden nach wenigen Jahren zum Distrikt- und später dann auch zum Munizipsitz erhoben. So entstanden 63 Munizipien (Stand 2009).
Besonders schnell entwickelten sich die Orte am Ende der Eisenbahnlinie. Die hier entstehenden Siedlungen waren Einfallstore in die noch unerschlossenen Regenwaldgebiete. Solche Orte werden in Brasilien boca do sertão genannt (Maul der Wildnis). Beispiel eines solchen Ortes ist Apucarana. Die Bahn erreichte die Stadt 1941. Die Verzögerung ihres Weiterbaus aufgrund der Verstaatlichung gewährte Apucarana diesen Vorteil bis Ende der 1940er Jahre. In den 1950er Jahren wurde die Funktion der Bahn durch LKW und Omnibus ersetzt. Boca do sertão wurden nun die Orte am Ende der asphaltierten Straßen.
Heute (2023) leben zwei Millionen Menschen in dem Gebiet, das von der CTNP/CMNP kolonisiert wurde.

### Londrina
Am östlichen Ende des von der CTNP erworbenen Gebiets legte das Unternehmen seinen ersten Hauptstützpunkt an, der zunächst als km 236 (Eisenbahnkilometer von Ourinhos aus) bezeichnet wurde. In 610 m Höhe wurde etwa 25 km westlich des Rio Tibaji ein einfaches Empfangshaus für die Siedler und ein Büro errichtet. Die CTNP nannte die entstehende Siedlung Londrina, zu deutsch Klein-London. Von hier aus wurde die Erschließung vorangetrieben. Die ersten Rodungen erfolgten 1929, die ersten landwirtschaftlichen Grundstücke wurden 1930 an japanische Kolonisten verkauft. Am Stadtplatz, der an der höchsten Stelle des Geländes angelegt worden war, kauften sich Deutsche und Deutschbrasilianer an. Der Ort wurde 1934 zum Munizip erhoben.

### Rolândia
Anfang 1932 bat die Paraná Plantations Ltd. die deutsche GWS (Gesellschaft für Wirtschaftliche Studien in Übersee) um Vermittlung von deutschen Auswanderungswilligen. Dafür reservierte die CTNP eine größere zusammenhängende Landfläche etwa 25 bis 30 km westlich von Londrina. Die GWS entsandte mit Oswald Nixdorf einen erfahrenen Tropenlandwirt. Aufgrund der Verfassungsrevolution in São Paulo Juli bis Oktober 1932 (gegen die von Getúlio Vargas errichtete Diktatur) trafen die erwarteten Siedler jedoch nicht ein, stattdessen konnten Deutschbrasilianer aus Rio Grande do Sul gewonnen werden. Die tatsächliche Besiedlung begann erst 1934 nach der Fertigstellung der Straßenverbindung nach Londrina. Die deutschen Devisenausfuhrbeschränkungen machten allerdings den Kauf von Land in Brasilien unmöglich. Andererseits konnte das für den Weiterbau der Eisenbahn erforderliche Kapital nicht nach England überwiesen werden. Es entstand ein Tauschgeschäft. Die Auswanderungswilligen kauften deutsches Eisenbahnmaterial, das nach Brasilien verschifft wurde. Für 10 Alqueires (24,2 ha) wurden 1500 bis 2000 RM Kaufpreis und 3000 RM Betriebskosten veranschlagt. Im Gegenzug erhielten sie Landguthaben in Rolândia. Auf diese Weise konnten sich über 150 zumeist jüdische Familien der drohenden Verfolgung in Deutschland entziehen.

### Maringá
Die Gründung von Maringá begann 1947 mit dem Bau eines großen Flugplatzes. Die Stadt war für eine künftige Bevölkerung von 100.000 Einwohnern geplant. Der Stadtplan wurde den morphologischen Gegebenheiten mit einem regelmäßigen, aber modifizierten Grundriss durch die Anwendung radialer und halbkreisförmiger Muster gut angepasst. Breite Alleen mit einer Breite von bis zu 48 m (im Allgemeinen jedoch 30 m) und zwei durch Grünstreifen getrennten Fahrspuren lockerten die weiträumige Grundfläche auf. Sie war von Anfang an in sieben funktional differenzierte Zonen unterteilt. Die bereits geplante Bahnlinie durchquerte sie halbkreisförmig. Zu beiden Seiten der Bahn wurde ein breiter Korridor für Reparaturwerkstätten, Lagerhallen und Lagerplätze, Gewerbe- und Industriebetriebe geschaffen. Der Bahnhof befand sich in der Stadtmitte, ganz in der Nähe des Geschäftszentrums. Die Wohnviertel wurden in drei Kategorien (hoher, mittlerer und niedriger Standard) gegliedert und schließen sich nach Süden, Südwesten, Südosten und Norden an.

## Chronologie
- 1924: Brazil Plantations Syndicate Ltd. mit Sitz in London
- 1925: Paraná Plantations Ltd. mit Sitz in London
- 1925: Companhia de Terras Norte do Paraná (CTNP) mit Hauptsitz São Paulo
- 1925: Erwerb einer Gleba mit 8.470 km² von Cia. Marcondes de Colon., Ind. e Com.und von 2.420 km² von Dr. Coelho de Almeida
- 1926–1928: Erwerb von 726 km² von Alves de Almeida, 484 km² von Francisco Beltrão, 363 km² von Cia. Tibagí Ltda.
- 1928: Kauf der Cia. Ferroviária São Paulo-Paraná
- 1930: Verkauf der ersten Grundstücke an Siedler
- 1933: Tod des Gründers Lord Lovat
- 1944: Verkauf der CTNP an eine brasilianische Unternehmensgruppe (Management Buy-Out durch brasilianische Geschäftsleitungsmitglieder)
- 1944: Erwerb der Gleba Cruzeiro mit 725 km² vom Staat Paraná
- 1951: Umfirmierung der CTNP in Companhia Melhoramentos Norte do Paraná (CMNP)